# Liste de géographes musulmans
Cette liste de géographes musulmans, non exhaustive, réunit des auteurs arabes, kurdes, persans : exploration, navigation, géographie physique, cartographie, géographie mathématique, pour l'Ancien Monde.

## 700
- Habash Al-Hasib (766-864~)
- Al-Jahiz (776-867)
- Al-Khwârizmî (Algorithme, 780-850)

## 800
- Al-Kindi (Alkindus, 801-873)
- Ya'qubi (mort en 897/898), Kitāb al-buldān (Livre des Pays)
- Ibn Khordadbeh (820-912), Livre des Routes et des Royaumes (870)
- Ibn Rustah (?-912), Kitāb al-A‘lāq al-Nafīsa (Livre des archives précieuses)
- Al-Dinawari (815/828-898)
- Abu Zayd al-Balkhi (850-934)[1], Suwar al-aqalim (Figures des Climats)
- Istakhri (850-937), Al-masalik wa al-mamalik (Les itinéraires et les royaumes), Al-Aqalim (Les climats)
- Al-Battani (855-923)
- Ibn al-Faqih (actif vers 902), Mukhtasar Kitab al-Buldan (Livre concis des terres)
- Ibn Fadlân (879-960), Voyage chez les Bulgares de la Volga
- Khachkhach Ibn Said Ibn Aswad (fl. 889)
- Abu Abdallah al-Jayhani (en) (actif en 914-922)
- Hamdani (893-945)
- Al-Mas'ûdî (896-956), Murūj aḏ-Ḏahab wa-Maʿādin al-Jawhar (Prés d'or et mines de pierres précieuses)

## 900
- Ibn Rustah (Xe siècle)
- Ibn Hawqal (943-988~), Surat Al-Ard (en) (Figure de la Terre)
- Al-Muqaddasi (945-990/1000), Ahsan at-taqâsîm fî maʿrifat al-aqâlim (la meilleure répartition pour la connaissance des provinces)
- Ibn al-Haytham (Alhazen, 965-1039)
- Abū Rayhān Bīrūnī (973-1048)
- Ibn Sina (Avicenne, 980-1037)

## 1000
- Abu Said Gardezi (en) (mort en 1061), Zayn al-akhbar
- Mahmud al-Kashgari (1005–1102)
- Abu Abdullah al-Bakri (1014–1094)

## 1100
- Muhammad al-Idrisi (Dreses, 1100–1165)
- Ibn Rushd (Averroes, 1126–1198)
- Ibn Jubair (1145–1217)
- Muhammad Aufi (en) (1171-1242)
- Yaqut al-Hamawi (1179–1229)

## 1200
- Abu al-Fida (Abulfeda, 1273–1331), Géographie d'Aboulféda (en arabe en 1840, en français en 1848)
- Hamdallah Mustawfi (1281–1339)

## 1300
- Ibn Battûta (1304-1370)
- Ibn Khaldoun (1332-1406
- Hafiz-i Abru (?-1430), Majma al-tawarikh (Histoires du monde)

## 1400
- Ibn al-Wardi (en) (?-1446/1457)
- Ahmed Ibn Majid (né en 1432)
- Piri Reis (1465/1480–1554)
- Amīn Rāzī (en) (XVIe siècle), Haft eqlim (1594)

## 1900
- Mohammad Reza Hafeznia (en) (né en 1955)
- Ghazi Falah (en) (né vers 1955)

## Source
- (en) Cet article est partiellement ou en totalité issu de l’article de Wikipédia en anglais intitulé « List of Muslim geographers » (voir la liste des auteurs).